# Astro (nhóm nhạc)
Astro hay còn được viết cách điệu thành ASTRO (tiếng Hàn: 아스트로; Romaja: Aseuteuro) là một nhóm nhạc nam Hàn Quốc được thành lập và quản lý bởi công ty Fantagio. Nhóm hiện có 4 thành viên Jin Jin, MJ, Cha Eun-woo, Yoon San-ha và các cựu thành viên Rocky (rời nhóm năm 2023) và Moon Bin (qua đời năm 2023). Astro chính thức ra mắt vào ngày 23 tháng 2 năm 2016 với mini album Spring Up.
Các thành viên của ASTRO được tuyển chọn thông qua Fantagio I-Teen, một dự án phát triển các nghệ sĩ trẻ tương lai cho Fantagio Juniors. Trước đây họ đã được biết đến như Fantagio Boys / iTeen Boys. Tất cả các thành viên đều trải qua khoảng thời gian dài huấn luyện của i-Teen và dài nhất là MoonBin (7 năm).
Fantagio Ent. - Fantagio iTeen giới thiệu các thực tập sinh của họ thông qua Lotte World Rising Stage Performance hàng tuần từ 28/12/2014 đến 15/2/2015 và liên tục phát hành iTeen Play Videos & iCUT Magazine series.
Nhóm chính thức tham gia các hoạt động pre-debut vào ngày 15/8 trong chương trình Guerilla Previews cho web drama "To Be Continued" của Fantagio.
Nhóm đã ra mắt dưới sự quản lý của Fantagio Music (Fantagio Ent, hãng thu âm & quản lý thần tượng) và tên Fandom là: AROHA (ASTRO Heart All fans).
Sau khi kết thúc hợp đồng với Fantagio, Rocky quyết định không tái ký và rời Fantagio nơi anh đã gắn bó gần 14 năm thanh xuân kể từ khi còn là trainee tới nay. Quyết định này đồng nghĩa với việc Rocky sẽ rời ASTRO, nhóm tiếp tục hoạt động với đội hình 5 thành viên. Fantagio cũng cho biết thêm, trong thời gian tới, các thành viên ASTRO sẽ tập trung vào các hoạt động unit và cá nhân. Vào đêm ngày 19 tháng 4 năm 2023, ca sĩ Moon Bin đã qua đời, hiện tại, ASTRO hoạt động theo nhóm bốn thành viên,

## Lịch sử

### Trước khi ra mắt
Kể từ năm 2015, nhóm nhạc Hàn Quốc ASTRO đã hoạt động trong chương trình Guerilla Previews cho web drama "To Be Continued" trước khi ra mắt. Thông qua chương trình Guerilla Previews ASTRO đã có thể phân biệt mình khỏi các thần tượng khác, xây dựng một cộng đồng fan vững chắc, và quảng cáo tài năng của mình.
ASTRO đầu tiên gặp người hâm mộ thông qua các web-drama "To Be Continued" và cũng đã lưu diễn trên khắp đất nước, tham quan 14 địa điểm. Nhóm hứa sẽ gặp gỡ các fan của mình mỗi tháng nếu ASTRO kiếm được hơn 10.000 bạn bè trên KakaoTalk qua dự án "Meet U". Thông qua đây, họ đã gặp 1.800 fan vào ngày 21/01/2016, ASTRO đã bắt đầu phát sóng chương trình thực tế "OK! Ready!" của mình trên MBC Music. Ngày 23/02/2016, các thành viên đã gặp 1.600 fan tại Công viên Wapop Hall của trẻ em để kỷ niệm ngày đầu tiên ra mắt của mình.

### 2016-2018: Ra mắt

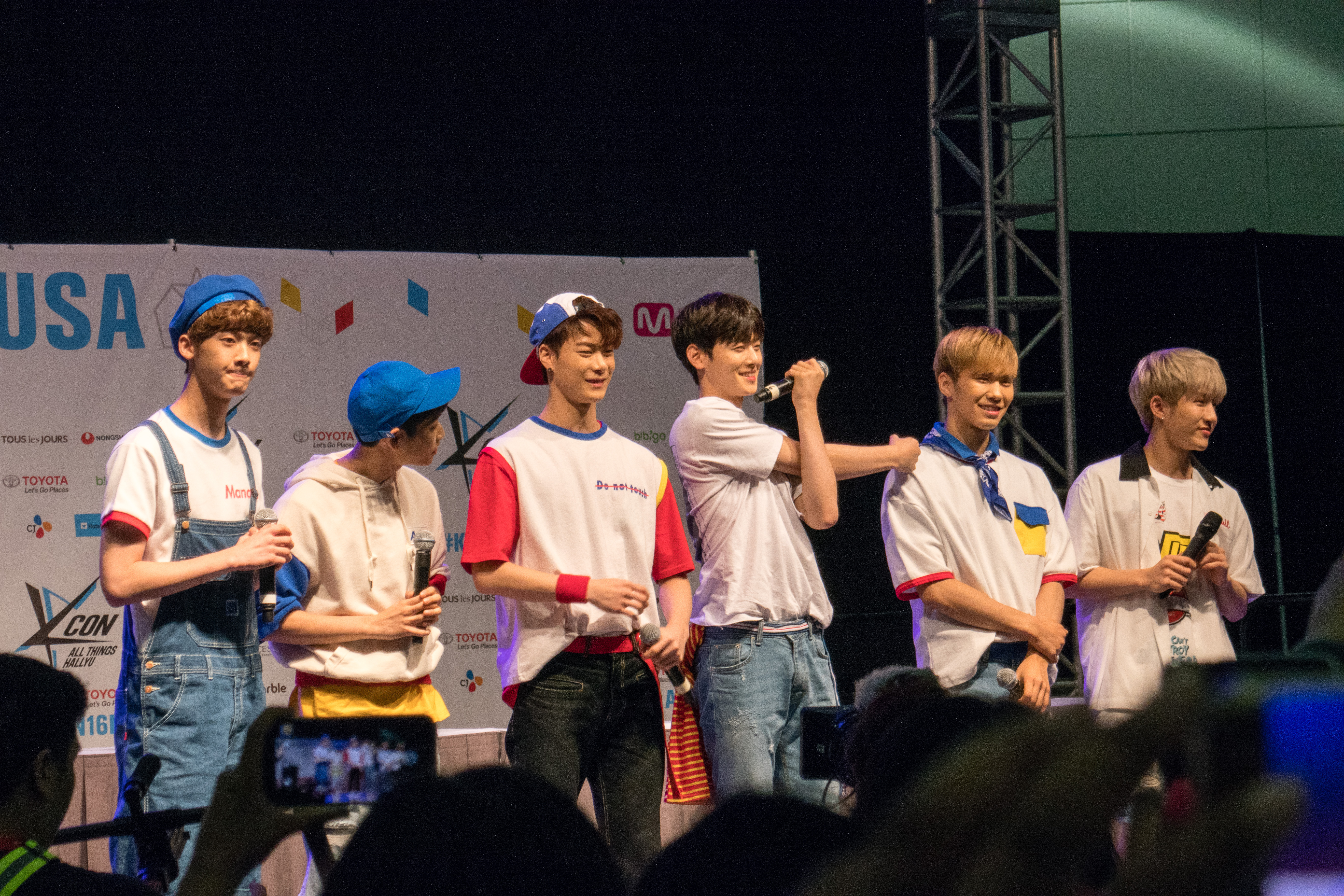
Astro tại KCON 2016

Vào ngày 23/02/2016, nhóm chính thức ra mắt với khán giả với bài hát "Hide&Seek" nằm trong album Spring Up. Đặc biệt, album này còn có bài hát "Cat's Eyes" - là bài hát nằm trong drama của nhóm.
Tiếp tục vào ngày 1/7, nhóm cho ra mắt mini album thứ hai Summer Vibes với bài hát chủ đề "Breathless". Bài hát có giai điệu vui tươi, rất hợp vào mùa hè.
Ngày 10/11, nhóm lại tiếp tục cho ra mắt mini album thứ 3 Autumn Story. Bài hát chủ đề lần này là "Confession". Bài hát nói về tình cảm của chàng trai dành cho cô gái nhưng lại không thể thổ lộ với cô ấy. Với mini album lần này, có thể thấy, ASTRO đã trưởng thành hơn trước.
Năm 2016, ASTRO đã được đề cử cho hạng mục "Nhóm nhạc nam mới xuất sắc nhất" ở các lễ trao giải lớn như Gaon Chart Music Awards, Mnet Asian Music Award (MAMA), Golden Disk Award 31st (GDA) và Seoul Music Award 26th (SMA). Trong hệ thống bỏ phiếu bầu chọn cho giải thưởng tân binh của năm, ASTRO đã liên tiếp dẫn đầu ở vị trí số một và trở thành nhóm nhạc được bầu chọn nhiều nhất cho vị trí "Tân binh xuất sắc nhất" bởi những người hâm mộ âm nhạc tại Hàn Quốc và các nước khác. Điều này chứng tỏ vị thế của nhóm trong lòng người hâm mộ.
Thành viên Cha Eunwoo làm MC cho chương trình Show! Music Core của đài MBC từ ngày 1 tháng 10 năm 2016 đến ngày 20 tháng 1 năm 2018.

### 2019-2020: Chiến thắng đầu tiên với bài hátAll night, comeback Knock.
Astro ra mắt album với bài hát All night. Ngày 25 tháng 1, mặc dù số điểm vật chất cao hơn GFriend nhưng lại thua đối thủ này vì lượt nhạc số thấp hơn.
Sang ngày 29 tháng 1, nhóm này chỉ đối đầu với nhóm nhạc mạnh là WJSN. May mắn đã mỉm cười với họ khi đã giành chiến thắng đầu tiên với chương trình The Show.
Ngày 18 tháng 5 năm 2019, thành viên Yoon Sanha sẽ làm MC cho Dream Concert 2019.
Ngày 4 tháng 5 năm 2020, họ comeback ablum GATEWAY với bài hát Knock và có chiến tháng thứ 2 vào ngày 13 tháng 5.
Ngày 26 tháng 7, thành viên Cha Eunwoo sẽ làm MC cho Dream Concert CONNECT:D ngày 2.

### 2023:Rockyrời nhóm,Moon Binqua đời
Sau khi kết thúc hợp đồng với Fantagio, Rocky quyết định không tái ký và rời Fantagio nơi anh đã gắn bó gần 14 năm thanh xuân kể từ khi còn là 1 trainee. Quyết định này đồng nghĩa với việc Rocky sẽ rời ASTRO, nhóm tiếp tục hoạt động với đội hình 5 thành viên. Fantagio cũng cho biết thêm, trong thời gian tới, các thành viên của nhóm sẽ tập trung vào các hoạt động unit và cá nhân.
Quản lý phát hiện Moonbin đã qua đời vào khoảng 20 giờ 10 phút tối ngày 19 tháng 4 năm 2023 (giờ địa phương) tại nhà riêng ở tuổi 25. Hiện các cơ quan chức năng địa phương vẫn đang tiến hành điều tra vụ việc. Nguyên nhân cái chết chưa được làm rõ và kết luận. Do đó, mong mọi người lưu ý và tránh lan truyền thông tin sai lệch về vấn đề khi chưa có bất kỳ thông báo chính thức nào được đưa ra.

## Thành viên
| Nghệ danh           | Nghệ danh | Tên khai sinh | Tên khai sinh | Tên khai sinh | Tên khai sinh | Ngày sinh                                     | Nơi sinh                            | Quốc tịch |
| Latinh              | Hangul    | Latinh        | Hangul        | Hanja         | Hán-Việt      | Ngày sinh                                     | Nơi sinh                            | Quốc tịch |
| Thành viên hiện tại |           |               |               |               |               |                                               |                                     |           |
| MJ                  | 엠제이    | Kim Myung-jun | 김명준        | 金明俊        | Kim Minh Tuấn | 5 tháng 3, 1994                               | Suwon, Gyeonggi, Hàn Quốc           | Hàn Quốc  |
| Jin Jin             | 진진      | Park Jin-woo  | 박진우        | 朴真祐        | Phác Trấn Vũ  | 15 tháng 3, 1996                              | Nowon-gu, Seoul, Hàn Quốc           | Hàn Quốc  |
| Cha Eunwoo          | 차은우    | Lee Dong-min  | 이동민        | 李瞳旼        | Lý Đông Mẫn   | 30 tháng 3, 1997                              | Gunpo, Gyeonggi, Hàn Quốc           | Hàn Quốc  |
| Yoon Sanha          | 윤산하    | Yoon San-ha   | 윤산하        | 尹產賀        | Doãn Sản Hạ   | 21 tháng 3, 2000                              | Seoul, Hàn Quốc                     | Hàn Quốc  |
| Cựu thành viên      |           |               |               |               |               |                                               |                                     |           |
| Rocky               | 라키      | Park Min-hyuk | 박민혁        | 朴敏赫        | Phác Mẫn Hách | 25 tháng 2, 1999                              | Jinju, Gyeongsang Nam, Hàn Quốc     | Hàn Quốc  |
| Moonbin (†)         | 문빈      | Moon Bin      | 문빈          | 文彬          | Văn Bân       | 26 tháng 1, 1998 - 19 tháng 4, 2023 (25 tuổi) | Cheongju, Chungcheong Bắc, Hàn Quốc | Hàn Quốc  |

## Giải thưởng
| Hallyu Special Award    | The 26th Seoul Music Awards 2017                              |
| Kpop Singer Award       | The 24th Korean Culture Entertainment Awards 2016             |
| Rookie Of The Year      | Cultwo Show Awards 2016                                       |
| Male Rookie Of The Year | The 8th Philippine Kpop Awards                                |
| Japako Discovery Award  | 2016 International K-Music Awards (Hosted By Japako Music)    |
| Gold Medal - Aerobics   | Idol Star Athletics Championshipslunar Special Recording 2017 |
| Gold Medal - Aerobics   | Idol Star Athletics Championshipslunar Special Recording 2018 |

## Concert
| STT | Ngày                            | Tên                                                              | Địa điểm                                                | Ghi chú           | Khách mời |
| 1   | 2015                            | Nationwide pre-debut showcase 'Meet u project'                   | Hàn Quốc                                                | Solo concert      |           |
| 2   | 23 tháng 2 năm 2016             | Astro debut showcase                                             | Seoul                                                   | Solo concert      |           |
| 3   | 29 tháng 5 năm 2016             | Open Concert                                                     | Hàn Quốc                                                | Nghệ sĩ khách mời |           |
| 4   | 31 tháng 7 - 1 tháng 8 năm 2016 | Kcon in la 2016                                                  | Staples Center in LA                                    | Nghệ sĩ khách mời |           |
| 5   | 27 - 28 tháng 8 năm 2016        | 1st mini concert "Thanks aroha"                                  | Kepco art center in Seoul                               | Solo concert      |           |
| 6   | 3 tháng 9 năm 2016              | Mbc show champion in Manila                                      | Mall of Asia arena, Manila                              | Nghệ sĩ khách mời |           |
| 7   | 4 tháng 10 năm 2016             | Busan one asia festival: Kpop concert                            | Bexco hall, Busan                                       | Nghệ sĩ khách mời |           |
| 8   | 14 tháng 10 năm 2016            | Astro the 1st season showcase in Tokyo 2016                      | Tsutaya o-east, Shibuya, Tkyo, Nhật Bản                 | Solo concert      |           |
| 9   | 22 tháng 10 năm 2016            | Astro's first showcase in Jakarta                                | Balai kartini                                           | Solo concert      |           |
| 10  | 27 tháng 11 năm 2016            | 2016 Super Seoul dream concert                                   | Gocheok sky dome                                        | Nghệ sĩ khách mời |           |
| 11  | 12 tháng 2 năm 2017             | 1st season showcase in bangkok                                   | Muang Thai gmm live house, centralworld                 | Solo concert      |           |
| 12  | 26 tháng 2 năm 2017             | Official fan club 1st fan meeting 'The 1st astro aroha festival' | The jangchung gymnasium, Seoul                          | Solo concert      |           |
| 13  | 28 tháng 2 năm 2017             | Astro 1st mini concert in taipei                                 | Ntu sports center, taipei                               | Solo concert      |           |
| 14  | 3 tháng 3 năm 2017              | Astro 1st showcase in hongkong                                   | Hồng Kông                                               | Solo concert      |           |
| 15  | 5 tháng 3 năm 2017              | Astro 1st showcase in Singapore                                  | Resorts world theatre, Resorts world Sentosa, Singapore | Solo concert      |           |
| 16  | 17-18 tháng 3 năm 2017          | Kcon in Mexico                                                   | Mexico city arena                                       | Nghệ sĩ khách mời |           |

## Danh sách đĩa nhạc

### Album
| Năm  | Tên       | Chi tiết | Danh sách bài hát |
| ---- | --------- | -------- | --- |
| 2019 | All Light |          | 1. Starry Sky 2. All Night (전화해) 3. Moonwalk 4. Treasure 5. Role Play 6. 1 In A Million 7. Love Wheel 8. Heart Brew Love 9. Merry-Go-Round 10. 피어나 (Bloom) |
| 2021 | ONE       |          | 1. Dear my universe 2. Butterfly Effect 3. ONE 4. Someone Else 5. SNS 6. All good 7. All Stars 8. 우리의 계절 (Our spring) 9. Stardust 10. 별비 (Gemini)         |

### Đĩa mở rộng (EP)
| Năm  | Tên                                     | Chi tiết | Danh sách bài hát |
| 2016 | Spring Up                               |          | 1. OK! 준비완료(Ok! Ready) 2. 숨바꼭질 (Hide & Seek) 3. 풋사랑 (Innocent Love) 4. 모닝콜 (Morning Call) 5. Cat's eye (Puss in Boots)                                      |
| 2016 | Summer Vibes                            |          | 1. 불꽃놀이 (Fireworks) 2. 숨가빠 (Breathless) 3. 성장통 (Growing Pains) 4. 북극성 (Polaris) 5. 내 멋대로 (My Style) 6. 숨가빠 (Acoustic Ver.) (Breathless Acoustic Ver.) |
| 2016 | Autumn Story                            |          | 1. Lonely 2. 고백 (Confession) 3. 사랑이 (Your Love) 4. 물들어 (Colored) 5. 별 (Star)                                                                                     |
| 2017 | Dream Part.1 (Day & Night ver)          |          | 1. Dreams Come True 2. Baby 3. 니가 웃잖아 (You Smile) 4. 너라서 (Because It's You) 5. Dream Night 6. I'll Be There 7. 다 거짓말 (Lie) 8. Every Minute                    |
| 2017 | Dream Part. 2 (Wind & Wish ver)         |          | 1. With You 2. 니가 불어와 (Crazy Sexy Cool) 3. Butterfly 4. Run 5. 어느새 우린 (Better With You)                                                                         |
| 2019 | Blue Flame (The Book & The Story)       |          | 1. Blue Flame 2. Go & Stop 3. 다야 (All About You) 4. 찬 바람 불 때면 (When The Wind Blows) 5. You're my world                                                            |
| 2020 | GATEWAY (TIME TRAVELER & ANOTHER WORLD) |          | 1. Knock(널 찾아가) 2. 내 이름을 부를 때 (When You Call My Name) 3. SOMEBODY LIKE 4. We Still 5. 12시간 (12 Hours) 6. 빛이 돼줄게 (Lights On)                             |
| 2021 | SWITCH ON (ON & OFF)                    |          | 1. After Midnight 2. 발자국 (Footprint) 3. Waterfall 4. 노을 그림 (Sunset Sky) 5. MY ZONE 6. Don't Worry                                                                  |

### Đĩa đơn
| Năm  | Tên          | Chi tiết | Danh sách bài hát |
| 2017 | Winter Dream |          | 1. 붙잡았어야 해 (Again) 2. Cotton Candy 3. You & Me (Thanks AROHA)                                                     |
| 2018 | Rise Up      |          | 1. 너잖아 (Always You) 2. 너의 뒤에서 (By Your Side) 3. 외친다 (Call Out) 4. 내 곁에 있어줘 (Stay With Me) 5. Real Love |
| 2020 | ONE&ONLY     |          | 1. One&Only 2. One&Only (Inst.)                                                                                         |

## SUB-UNIT
| Năm  | Tên sub-unit  | Tên                             | Chi tiết | Danh sách bài hát                                                        |
| ---- | ------------- | ------------------------------- | -------- | ------------------------------------------------------------------------ |
| 2019 | Moonbin&Sanha | IN-OUT (FADE OUT & FADE IN)     |          | 1. Eyez On U 2. Bad Idea 3. 섬(Alone) 4. All I Wanna Do 5. Dream Catcher |
| 2022 | JinJin&Rocky  | RESTORE (Vacation & Staycation) |          | 1. Just Breath 2. Lazy 3. Lock down 4. Complete me 5. CPR                |

## Video âm nhạc
| Năm  | Ngày phát hành | Tên                 | Album                      | Chi tiết                 |
| 2016 | 22 tháng 2     | HIDE&SEEK           | Spring Up                  |                          |
| 2016 | 25 tháng 2     | Cat's Eye           | Spring Up                  |                          |
| 2016 | 30 tháng 6     | Breathless          | Summer Vibes               |                          |
| 2016 | 10 tháng 11    | Confession          | Autumn Story               |                          |
| 2017 | 29 tháng 5     | Baby                | Dream Part 1 (Dream Store) |                          |
| 2017 | 1 tháng 11     | Crazy Sexy Cool     | Dream Part 2 (Baram)       |                          |
| 2018 | 24 tháng 7     | Always You          | Rise Up                    |                          |
| 2019 | 16 tháng 1     | All Night           | All Light                  |                          |
| 2019 | 14 tháng 9     | Bad Idea            | IN-OUT                     | Sub-unit (Moonbin&Sanha) |
| 2019 | 20 tháng 11    | Blue Flame          | Blue Flame                 |                          |
| 2020 | 4 tháng 5      | Knock               | GATEWAY                    |                          |
| 2021 | 5 tháng 4      | One                 | All yours                  |                          |
| 2021 | 2 tháng 8      | After midnight      | SWITCH ON                  |                          |
| 2021 | 3 tháng 11     | 계세요 (Get Set yo) | Happy Virus                | Solo debut (MJ)          |
| 2022 | 17 tháng 1     | Just Breath         | RESTORE                    | Sub-unit (JinJin&Rocky)  |

## Drama
| Năm  | Ngày phát sóng | Kênh              | Tên                           | Thành viên            | Ghi chú   |
| 2015 | 18 tháng 8     | Naver TV          | To Be Continued               | Tất cả các thành viên | Web Drama |
| 2016 | 15 tháng 9     | MBC               | Replies that make us flutters | Eunwoo và MoonBin     |           |
| 2016 | 14 tháng 11    | Naver TV          | My Romantic Some Recipe       | EunWoo                | Web Drama |
| 2017 | 10 tháng 5     |                   | Revenge Note                  | Eun Woo               | Web Drama |
| 2017 | 2 tháng 6      | KBS2              | The Best Hit                  | EunWoo                | Drama     |
| 2018 | 27 tháng 7     | JTBC              | My ID is Gangnam Beauty       | EunWoo                | Drama     |
| 2019 | 17 tháng 7     | MBC               | Rookie Historian Gu Hae Ryung | EunWoo                | Drama     |
| 2019 | 22 tháng 7     | JTBC              | At Eighteen                   | MoonBin               | Drama     |
| 2019 | 25 tháng 10    | Naver TV, YouTube | Soul Plate                    | Tất cả các thành viên | Web Drama |
| 2019 | 11 tháng 11    | Naver TV          | Love Formula 11M              | SanHa                 | Web Drama |
| 2020 | 14 tháng 4     | Seezn, YouTube    | Mermaid Prince                | MoonBin               | Web Drama |
| 2020 | 9 tháng 12     | tvN               | True Beauty                   | EunWoo                | Drama     |

## Chương trình thực tế & truyền hình
| Năm       | Kênh      | Tên                                                            | Thành viên               | Vai trò     | Ghi chú                  |
| 2011      | tvN       | Korea's Got Talent                                             | Rocky                    | Thí sinh    |                          |
| 2016      | MBC Music | ASTRO OK! Ready                                                | Tất cả các thành viên    | Khách mời   | 5 tập                    |
| 2016      | V LIVE    | Astro Debut Showcase                                           | Tất cả các thành viên    | Khách mời   |                          |
| 2016      | KBS1      | Star Golden Bell                                               | Tất cả các thành viên    | Khách mời   | Tập 800                  |
| 2016      | KBS2      | 1 VS 100                                                       | EunWoo, MoonBin, MJ      | Khách mời   |                          |
| 2016      | SBS       | Law of The Jungle                                              | Cha EunWoo               | Khách mời   | Tập 220, 221, 222, 223   |
| 2016      | Mnet      | Show Me The Money 5                                            | JinJin                   | Thí sinh    |                          |
| 2016      | Mnet      | Hit The Stage                                                  | Rocky                    | Thí sinh    |                          |
| 2016      | MBC       | Weekly Idol                                                    | Tất cả các thành viên    | Khách mời   | Tập 256, 279, 307        |
| 2016      | MBC       | ASTRO PROJECT                                                  | Tất cả các thành viên    |             | 5 tập                    |
| 2016      | KBS2      | Immortal Song 2                                                | Tất cả các thành viên    | Khách mời   | 31/12/2016               |
| 2016      | Arirang   | After School Club                                              | Tất cả các thành viên    | Khách mời   | Tập 202, 219, 240        |
| 2016      | Mnet      | MWAVE Meet & Greet                                             | Tất cả các thành viên    |             |                          |
| 2016      | V LIVE    | Special Christmas Week                                         | Tất cả các thành viên    |             |                          |
| 2017      | MBC       | Idol Star Athletics Championships Lunar Special Recording 2017 | Tất cả các thành viên    |             |                          |
| 2017      | MBC       | Hit maker                                                      | JinJin, Moonbin, MJ      | Khách mời   | Tập 4                    |
| 2017      |           | The Show FanPD                                                 | Tất cả các thành viên    | Thành viên  | Show do fan tổ chức      |
| 2016-2018 | MBC       | Show! Music Core                                               | Cha Eun-woo              | MC chính    | 01/10/2016-20/01/2018    |
| 2018      | Mnet      | Study with Me                                                  | Sanha                    |             |                          |
| 2018      | MBC       | Those who cross the line                                       | Cha Eun Woo              | Khách mời   | Tập 5, 6, 7, 8           |
| 2018      | JTBC      | Let's eat dinner together                                      | Cha Eun Woo              | Khách mời   | Tập 106                  |
| 2018      | tvN       | Snail Hotel                                                    | Cha Eun Woo              | Khách mời   | Tập 9, 10, 11, 12        |
| 2018      | MBC       | Radio Star                                                     | Cha Eun Woo              | Khách mời   | Tập 567                  |
| 2018      | KBS2      | Yu Huiyeol's Sketchbook                                        | Tất cả các thành viên    | Khách mời   | Tập 427                  |
| 2019      | KBS       | Music Bank                                                     | Sanha                    | MC đặc biệt | 01/02                    |
| 2019      | MBC       | Idol Radio                                                     | Tất cả các thành viên    | Khách mời   | Tập 114                  |
| 2019      | MBC       | Idol Radio                                                     | Jinjin, MJ, Rocky, Sanha | Khách mời   | Tập 421                  |
| 2019      | SBS       | Master In The House                                            | Cha Eun Woo              | Khách mời   | Tập 116, 117             |
| 2019      | SBS       | Master In The House                                            | Cha Eun Woo              | Thành Viên  | Từ tập 118-177           |
| 2020      |           | Astro zone                                                     |                          |             |                          |
| 2020      | SBS       | Handsome Tigers                                                | EunWoo                   | Thành viên  | 12 tập + Special episode |
| 2020      | seezn     | Hidden Track 2                                                 | Tất cả các thành viên    | Khách mời   | 5/2020                   |
| 2021      | Seezn     | ASTRO's 1001 Nights                                            |                          |             |                          |

## Giải thưởng và đề cử

### Chương trình âm nhạc

#### The Show
| Năm  | Ngày       | Bài hát           | Điểm |
| ---- | ---------- | ----------------- | ---- |
| 2019 | 29 tháng 1 | "All Night"       | 8170 |
| 2021 | 13 tháng 4 | "One"             | 9500 |
| 2021 | 10 tháng 8 | "After Midnight"  | 9520 |
| 2022 | 24 tháng 5 | "Candy Sugar Pop" | 8970 |

#### Show Champion
| Năm  | Ngày       | Bài hát           | Điểm |
| ---- | ---------- | ----------------- | ---- |
| 2020 | 13 tháng 5 | "Knock"           | —    |
| 2021 | 14 tháng 4 | "One"             | —    |
| 2021 | 11 tháng 8 | "After Midnight"  | 5648 |
| 2022 | 25 tháng 5 | "Candy Sugar Pop" | 7237 |

#### M Countdown
| Năm  | Ngày       | Bài hát           | Điểm |
| ---- | ---------- | ----------------- | ---- |
| 2021 | 15 tháng 4 | "One"             | 9097 |
| 2022 | 26 tháng 5 | "Candy Sugar Pop" | 8434 |

#### Music Bank
| Năm  | Ngày       | Bài hát           | Điểm |
| ---- | ---------- | ----------------- | ---- |
| 2021 | 13 tháng 8 | "After Midnight"  | 4988 |
| 2022 | 27 tháng 5 | "Candy Sugar Pop" | _    |

#### Show! Music Core
| Năm  | Ngày       | Bài hát          | Điểm |
| ---- | ---------- | ---------------- | ---- |
| 2021 | 14 tháng 8 | "After Midnight" | 8015 |

#### The Trot Show
| Năm  | Ngày        | Bài hát             | Điểm | Chi tiết        |
| ---- | ----------- | ------------------- | ---- | --------------- |
| 2021 | 29 tháng 11 | 계세요 (Get Set yo) | 7579 | Solo debut (MJ) |